# Danny Quinn
Danny Quinn, all'anagrafe Daniele Anthony Quinn (Roma, 16 aprile 1964), è un modello, attore e regista italiano.

## Biografia
È figlio del noto attore messicano naturalizzato statunitense Anthony Quinn e dell'attrice italiana Jolanda Addolori. Attore di cinema e di televisione, lavora sia negli Stati Uniti che in Italia. Uno dei suoi primi lavori è Stradivari, regia di Giacomo Battiato; in questo film del 1989, dedicato al liutaio Antonio Stradivari, recita insieme al padre, al fratello maggiore, Francesco Quinn, e a quello minore, Lorenzo Quinn.
Nel 1989 interpreta anche il ruolo di Renzo Tramaglino nella miniserie TV I promessi sposi, regia di Salvatore Nocita, e inoltre presenta il Festival di Sanremo 1989 con Rosita Celentano, Gianmarco Tognazzi e Paola Dominguín. L'anno successivo, oltre che interprete, è sceneggiatore, direttore del casting, produttore e regista del film David e Lola. Tra gli altri suoi lavori italiani si ricordano il film La spiaggia (1999), regia di Mauro Cappelloni, e le miniserie tv Valeria medico legale (2000), regia di Gianfrancesco Lazotti, e Cuccioli (2002), diretta da Paolo Poeti.
Nel 2004 vince la prima edizione del reality show di Italia 1 La fattoria, condotta da Daria Bignardi. Nel 2007 è uno degli interpreti del film Go Go Tales, regia di Abel Ferrara. Il 15 febbraio 2013 è ritornato sul palco del Teatro Ariston durante la quarta serata del Festival di Sanremo, come ospite insieme agli altri tre conduttori dell'edizione del 1989. Nel 2019 gli viene conferito alla Camera dei deputati il Premio America della Fondazione Italia USA.

## Filmografia parziale

### Cinema
- I 5 della squadra d'assalto (Band of the Hand), regia di Paul Michael Glaser (1986)
- Stradivari, regia di Giacomo Battiato (1989)
- A Reason to Believe, regia di Douglas Tirola (1995)
- Donne in bianco, regia di Tonino Pulci (1998)
- La spiaggia, regia di Mauro Cappelloni (1999)
- Femminile singolare, regia di Claudio Del Punta (2000)
- Go Go Tales, regia di Abel Ferrara (2007)
- Il sottile fascino del peccato, regia di Franco Salvia (2010)
- Iron Fighter, regia di Claudio Del Falco (2024)

### Televisione
- I promessi sposi, regia di Salvatore Nocita (1989)
- Nessun riscatto (Code name: Wolverine), regia di David Jackson (1996)
- L'elefante bianco, regia di Gianfranco Albano (1998)
- Valeria medico legale, regia di Gianfranco Lazotti (2000)
- Maria Maddalena, regia di Raffaele Mertes (2000)
- Gli amici di Gesù - Giuda, regia di Raffaele Mertes (2001)
- Gli amici di Gesù - Tommaso, regia di Raffaele Mertes (2001)
- Cuccioli (2002), regia di Paolo Poeti (2002)
- Don Matteo 5, episodio Tarocchi di sangue, regia di Giulio Base (2006)
- R.I.S. Roma - Delitti imperfetti, regia di Fabio Tagliavia, 13 episodi (2010)

### Cortometraggi
- Vernissage! (2002)

## Doppiatori italiani
- Vittorio De Angelis in Maria Maddalena, Giuda, Tommaso
- Massimo Lodolo in Nessun riscatto, L'elefante bianco
- Mauro Gravina in I promessi sposi